# NGC 395
NGC 395 (również ESO 51-SC16) – gromada otwarta powiązana z mgławicą emisyjną, znajdująca się w gwiazdozbiorze Tukana. Odkrył ją James Dunlop 1 sierpnia 1826 roku. Gromada ta znajduje się w Małym Obłoku Magellana.